# Герберт Бреєр
Герберт Бреєр (нім. Herbert Breyer; 30 листопада 1887 — ?) — німецький офіцер-підводник, корветтен-капітан служби комплектування рейхсмаріне.

## Біографія
1 квітня 1906 року вступив на флот. Учасник Першої світової війни. З 13 вересня 1916 року — командир підводного човна SM UC-32. Всього за час бойових дій потопив 6 кораблів загальною водотоннажністю 9083 тонни.
| Дата           | Назва корабля | Тип      | Тоннаж | Вантаж       | Загиблі | Країна             |
| -------------- | ------------- | -------- | ------ | ------------ | ------- | ------------------ |
| 14 грудня 1916 | Burnhope      | Пароплав | 1,941  | Вугілля      | 1       | Британська імперія |
| 20 грудня 1916 | Hildawell     | Пароплав | 2,494  | Залізна руда | 22      | Британська імперія |
| 29 січня 1917  | Edda          | Пароплав | 536    | Вугілля      | 0       | Швеція             |
| 31 січня 1917  | Ida Duncan    | Буксир   | 139    | Баласт       | 6       | Британська імперія |
| 1 лютого 1917  | Jerv          | Пароплав | 1,112  | Баласт       | 0       | Норвегія           |
| 1 березня 1917 | Apollonia     | Пароплав | 2,861  |              | 0       | Королівство Італія |

23 лютого 1917 року човен підірвався на одній з власних мін, встановлених біля Сандерленду. 22 члени екіпажу загинули, 3 (включаючи Бреєра) врятувались, біли підібрані британцями і взяті в полон. Після війни звільнений з полону. 27 грудня 1919 року звільнений у відставку.

## Звання
- Морський кадет (1 квітня 1906)
- Фенріх-цур-зее (6 квітня 1907)
- Лейтенант-цур-зее (30 вересня 1909)
- Оберлейтенант-цур-зее (19 вересня 1912)
- Капітан-лейтенант (19 листопада 1919; заднім числом від 26 квітня 1917)
- Корветтен-капітан служби комплектування (1 квітня 1933)

## Нагороди
- Залізний хрест 2-го і 1-го класу